# Tandanus tandanus
Tandanus tandanus és una espècie de peix de la família dels plotòsids i de l'ordre dels siluriformes.

## Morfologia
- Els mascles poden assolir 90 cm de longitud total[1] i 6.800 g de pes.[2][3]

## Alimentació
Menja larves d'insectes, gambes, mol·luscs, peixets i crancs de riu.

## Hàbitat
És un peix demersal i de clima temperat.

## Distribució geogràfica
És un endemisme d'Austràlia.

## Longevitat
Pot arribar a viure 8 anys.

## Ús comercial
És consumit pels humans.